# Alpinia mesanthera
Alpinia mesanthera är en enhjärtbladig växtart som beskrevs av Bunzo Hayata. Alpinia mesanthera ingår i släktet Alpinia och familjen Zingiberaceae.
Artens utbredningsområde är Taiwan. Inga underarter finns listade i Catalogue of Life.